# آرنو مایر
آرنو مایر (انگلیسی: Arnaud Maire؛ زادهٔ ۶ مارس ۱۹۷۹) بازیکن فوتبال اهل فرانسه است.
از باشگاه‌هایی که در آن بازی کرده‌است می‌توان به باشگاه فوتبال آژاکسیو، باشگاه فوتبال استراسبورگ، و باشگاه فوتبال باستیا اشاره کرد.